# Іхсан Нурі

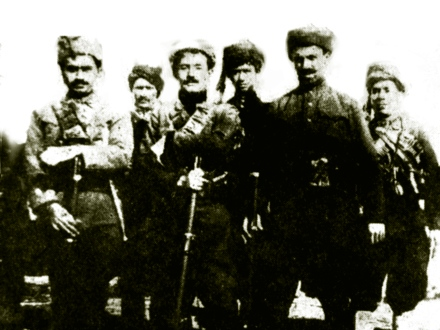
Зліва направо: Сіпканли Халіс Бей, Іхсан Нурі Паша, Хасенанлі Ферзенде Бей

Іхсан Нурі, також відомий як Іхсан Нурі-паша (тур. İhsan Nuri Paşa курд. ئیحسان نووری پاشا, трансліт. Îhsan Nûrî Paşa), 1892 або 1893, Бітліс – 25 березня 1976, Тегеран ) — курдський військовий і політик, колишній офіцер османської та турецької армії, один із лідерів Араратського повстання,очолював як генералісимус Курдських національних сил.

## Молодість і освіта
Іхсан Нурі народився в домі свого батька Елі Кулі  в Бітлісі в 1893 році. Походив з гілки племені Джалали (войовниче плем'я курдів). Після закінчення початкової освіти в мечеті Гьок Мейдан у Бітлісі він був зареєстрований у військовій школі Ерзінджан ( Erzincan Askerî Rüştiyesi ). Після закінчення середньої освіти він вступив до Османської військової академії. Під час навчання в академії він приєднався до Хеві, курдської асоціації студентів. У 1910 році він закінчив цю академію в чині лейтенанта і вступив до Османської армії.

## Військова кар'єра у Османській імперії
Після участі в антиповстанських операціях в Османській Албанії його відправили до Єменського вілаєту де він і прослужив там 33 місяці. Після повернення з Ємену його призначили ад'ютантом османського 93-го піхотного полку і відправили в Бейзон. На початку Першої світової війни був поранений під Нерманом і відправлений на лікування в тил. По дорозі в Ерзінджан отримав обмороження кінцівок біля Карабуруна. Після лікування в Ерзінджані він був направлений до дев’ятої османської армії, а потім призначений членом адміністративного комітету Озургеті в Грузії, на короткий час окупованого турецькими військами під час Кавказької кампанії 1918 року , і служив командиром мобільної жандармерії міста. Після Першої світової війни він зв'язався з Товариством піднесення Курдистану, яке доручило йому налагодити відносини між курдськими знатними особами в районі Діарбакир, Сіірт і Бітліс. Він написав статтю про «Чотирнадцять пунктів» Вудро Вільсона, яка була опублікована 30 березня 1919 року в журналі Jîn. Коли він прибув у Трапезунд, Рушді-бей, який був командувачем 9-ї Кавказької дивізії, відправив його до Баку, щоб зустрітися з владою Червоної армії. Він був командиром розгромленого повстання Бейтушебаб у вересні 1924 року  під час якого він вимагав від інших курдських племінних ополченців підтримати повстання. Він також підтримав повстання Шейха Саїда в 1925 році , але не брав у ньому участі на керівній посаді, оскільки перебував у вигнанні в Персії в лютому 1925 року  Після придушення повстання в Бейтуссебапі турецька розвідка зробила спробу представити Нурі британцям як турецького шпигуна.  Але англійці відкинули спробу.

## Араратська Республіка

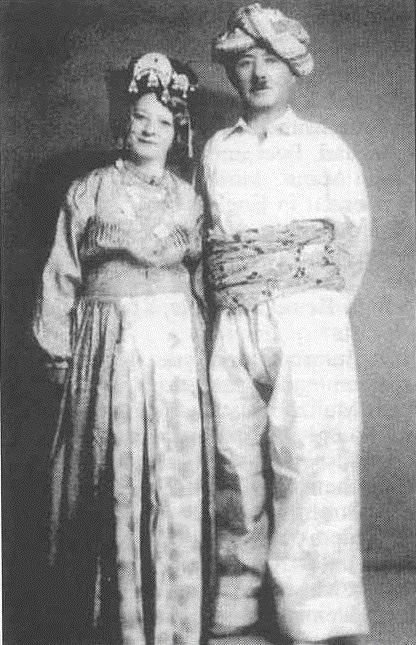
Іхсан Нурі-паша та його дружина Хадіджа Яшар-ханум; обидва одягнені в традиційний курдський одяг.

Курдські націоналісти зустрілися в жовтні 1927 року і не тільки проголосили незалежність Курдистану, але й сформували партію Хойбун (Незалежність), «вищий національний орган … з повними та виключними національними та міжнародними повноваженнями» яка мала на меті ідеї республіканізму секуляризму і курдського націоналізму на території гори Арарат утворивши одноімену республіку під назвою Араратська Республіка.
Усвідомлюючи потребу у належній військовій структурі, Хойбун підвищив Іхсана Нурі до генерала (паші) і призначив його Головнокомандувачем Курдської національної армії. Іхсан Нурі, як курд був членом руху молодотурків.
У 1928 році Іхсан Нурі зібрав невелику групу солдатів, озброєних сучасною зброєю та навчених тактиці піхоти.Ця сила ініціювала Хойбунське повстання (згодом відоме як Араратське повстання), рушивши до гори Арарат. Іхсан Нурі та його люди не тільки досягли успіху в досягненні гори Арарат, але вони змогли захистити міста Бітліс, провінції Ван, і більшу частину сільської місцевості навколо озера Ван, створивши значну зону опору курдів.
Ближче кінця літа 1930 року турецькі повітряні сили нанесли бомбардувальну атаку на позиції курдів навколо гори Арарат з усіх боків. За словами генерала Іхсана Нурі, військова перевага турецьких ВПС деморалізувала курдів і призвела до їх капітуляції.

## Як біженець

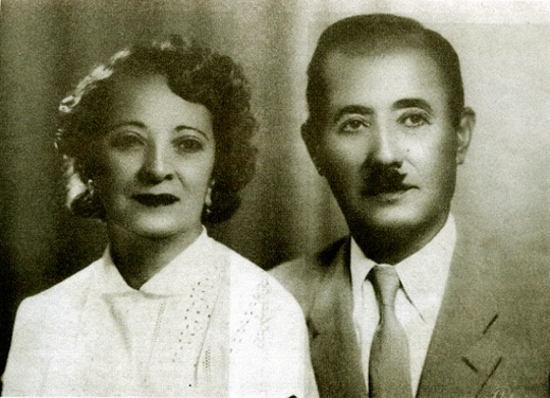
Яшара і Нурі в Тегерані; одягнені у сучасний одяг.

У 1930-х роках генералісимус Іхсан Нурі прибув до Тегерана як біженець. Уряд роками обмежив його пересування в Тегерані. У 1960 році його ситуація покращилася, і йому було дозволено оселитися в курдському регіоні навколо Урмії. У 1962 році він вперше здійснив поїздку до Західного Берліну на курдський мовний конгрес і, перебуваючи в Берліні, він також зустрів Камуран Бедір Хана. Перебуваючи в Європі, він також відвідав міста Кельн і Відень, і в обох місцях його приймали іранські дипломати. Він повернувся до Ірану в середині 1962 року, де повернувся до Урмії. Влітку 1976 року він був поранений, коли його збив мотоцикліст прямо перед його будинком близько 10:00 ранку. Його доставили до місцевої лікарні, де він помер від отриманих ран протягом доби. Винуватця, який збив його за кермом мотоцикла, так і не вдалося встановити та затримати.